# Walter Kerr
Lord Walter Talbot Kerr, född 28 september 1839, död 12 maj 1927, var en brittisk sjöofficer, storamiral och förste sjölord.
Lord Walter Kerr tjänstgjorde i Krimkriget och Sepoyupproret, samt övervakade överlämnandet av Ulcinj till Montenegro. Kerr var chef för den brittiska medelhavsflottan, chef för den brittiska kanaleskader och slutligen förste sjölord. Som sådan ledde han en massiv brittisk sjömilitär kapprustning med Tyskland, ständigt kritiserad av sin efterföljare amiral Fisher.